# 2009–2010-es északír labdarúgó-bajnokság (első osztály)
A 2009-2010-es Carling Premiership 2009. augusztus 8-án 12 csapat részvételével indult, és 2010. május 1-jén ért véget. A címvédő a Glentoran csapata volt.
A pontvadászatot a belfasti Linfield csapata nyerte, mely később elhódította a nemzeti kupát is.

## Változások a 2008–09-es szezonhoz képest
2009. február 2-án a Bangor FC csapata bejelentette, hogy pénzügyi problémák miatt nem tudja megújítani első osztályú licencét, ezért – helyezéstől függetlenül – visszalép a 2009–10-es élvonalbeli küzdelmektől. A Bangor FC 11. helyen végzett, így a 12. helyezett Dungannon Swifts pedig osztályozót játszott.

### Búcsúzott az élvonaltól
- Bangor FC

### Feljutott az első osztályba
- Portadown FC, a másodosztály bajnoka

## Részt vevő csapatok
| Csapat             | Város      | Stadion               | Befogadóképesség |
| ------------------ | ---------- | --------------------- | ---------------- |
| Ballymena United   | Ballymena  | Ballymena Showgrounds | 8 000            |
| Cliftonville       | Belfast    | Solitude              | 8 000            |
| Coleraine FC       | Coleraine  | Coleraine Showgrounds | 6 500            |
| Crusaders          | Belfast    | Seaview               | 6 500            |
| Dungannon Swifts   | Dungannon  | Stangmore Park        | 3 000            |
| Glenavon           | Lurgan     | Mourneview Park       | 5 500            |
| Glentoran          | Belfast    | The Oval              | 15 250           |
| Institute          | Drumahoe   | YMCA Riverside        | 4 000            |
| Linfield           | Belfast    | Windsor Park          | 20 420           |
| Lisburn Distillery | Lisburn    | New Grosvenor         | 8 000            |
| Newry City         | Newry      | The Showgrounds       | 6 500            |
| Portadown FC       | Portasdown | Shamrock Park         | 6 500            |

## A végeredmény
| #   | Csapat             | M  | GY | D  | V  | G+ – G– | GK  | P                                    | Megjegyzések                                   |
| --- | ------------------ | -- | -- | -- | -- | ------- | --- | ------------------------------------ | ---------------------------------------------- |
| 1.  | Linfield (B) (KGY) | 38 | 22 | 8  | 8  | 78–37   | +41 | 74                                   | 2010–2011-es Bajnokok Ligája – 2. selejtezőkör |
| 2.  | Cliftonville       | 38 | 21 | 6  | 11 | 69–42   | +27 | 69                                   | 2010–2011-es Európa-liga – 2. selejtezőkör1    |
| 3.  | GlentoranCV        | 38 | 19 | 8  | 11 | 58–46   | +12 | 65                                   | 2010–2011-es Európa-liga – 1. selejtezőkör     |
| 4.  | CrusadersK         | 38 | 17 | 9  | 12 | 57–52   | +5  | 60 \|rowspan="2" bgcolor="#FAFAFA"\| |                                                |
| 5.  | Dungannon Swifts   | 38 | 16 | 9  | 13 | 56–58   | −2  | 57                                   |                                                |
| 6.  | Portadown FCÚ      | 38 | 15 | 10 | 13 | 70–55   | +15 | 55                                   | 2010–2011-es Európa-liga – 1. selejtezőkör1    |
|     |                    |    |    |    |    |         |     |                                      |                                                |
| 7.  | Coleraine FC       | 38 | 16 | 9  | 13 | 76–62   | +14 | 57 \|rowspan="5" bgcolor="#FAFAFA"\| |                                                |
| 8.  | Glenavon           | 38 | 12 | 7  | 19 | 47–67   | −20 | 43                                   |                                                |
| 9.  | Newry City         | 38 | 10 | 12 | 16 | 38–63   | −25 | 42                                   |                                                |
| 10. | Ballymena United   | 38 | 11 | 7  | 20 | 46–56   | −10 | 40                                   |                                                |
| 11. | Lisburn Distillery | 38 | 11 | 6  | 21 | 45–76   | −31 | 39                                   |                                                |
| 12. | Institute (K)      | 38 | 6  | 13 | 19 | 36–62   | −26 | 31                                   | Osztályozó                                     |

Forrás: Az IFA Premiership hivatalos oldala (angolul) 
A rangsorolás alapszabályai: 1. összpontszám, 2. egymás elleni eredmények összpontszáma, 3. gólkülönbség, 4. szerzett gólok száma.
1A bajnok Linfield nyerte az északír kupát, így a bajnokság második helyezettje a 2010–2011-es Európa-liga 2. selejtezőkörében, a kupadöntős Portadown FC a 2010–2011-es Európa-liga 1. selejtezőkörében indulhat.
(B): Bajnokcsapat, (K): Kieső csapat, (F): Feljutó csapat, (I): Kupainduló, (R): A rájátszás győztese, (KGY): Kupagyőztes

## Kereszttáblák

### Az alapszakasz első és második harmada
| Hazai \ Vendég1    | BAL                                      | CLI | COL | CRU | DUN | GLA | GLT | INS | LIN | LIS | NEW | POR |
| Ballymena United   |                                          | 0–1 | 3–2 | 1–2 | 0–1 | 0–3 | 2–3 | 1–1 | 2–0 | 0–1 | 1–2 | 2–1 |
| Cliftonville       | Hiba a kifejezésben: nem várt > operátor |     | 0–1 | 1–2 | 1–0 | 3–2 | 1–2 | 4–1 | 4–0 | 3–0 | 3–2 | 2–1 |
| Coleraine FC       | 3–2                                      | 3–3 |     | 4–1 | 2–1 | 3–0 | 0–1 | 3–1 | 2–2 | 2–1 | 3–0 | 3–3 |
| Crusaders          | 2–2                                      | 2–3 | 1–0 |     | 2–3 | 3–0 | 1–1 | 1–2 | 0–4 | 2–0 | 1–1 | 3–1 |
| Dungannon Swifts   | 2–1                                      | 1–1 | 1–0 | 1–2 |     | 4–0 | 1–1 | 2–1 | 2–2 | 2–1 | 0–0 | 2–8 |
| Glenavon           | 2–2                                      | 3–2 | 3–2 | 1–1 | 3–2 |     | 2–2 | 0–1 | 1–2 | 2–1 | 1–1 | 2–2 |
| Glentoran          | 1–2                                      | 2–1 | 0–6 | 0–1 | 0–0 | 2–0 |     | 1–1 | 2–2 | 1–0 | 0–1 | 1–0 |
| Institute          | 0–1                                      | 1–1 | 2–2 | 1–0 | 0–1 | 0–1 | 0–3 |     | 1–2 | 2–1 | 0–0 | 1–1 |
| Linfield           | 1–0                                      | 1–2 | 2–4 | 0–1 | 1–0 | 4–1 | 2–1 | 2–2 |     | 2–0 | 3–0 | 1–1 |
| Lisburn Distillery | 0–2                                      | 0–5 | 3–2 | 0–1 | 0–0 | 2–3 | 0–4 | 2–1 | 1–2 |     | 2–4 | 0–3 |
| Newry City         | 3–2                                      | 1–2 | 2–1 | 0–1 | 0–1 | 0–3 | 1–2 | 3–1 | 0–6 | 0–1 |     | 0–0 |
| Portadown FC       | 2–0                                      | 2–2 | 4–0 | 1–2 | 1–4 | 2–0 | 1–2 | 0–0 | 1–0 | 6–1 | 0–0 |     |

Forrás: ifapremiership.com (angolul) 
1A hazai csapatok a bal oldali oszlopban szerepelnek.
Színek: Zöld = hazai győzelem; Sárga = döntetlen; Piros = vendéggyőzelem.
 

### Az alapszakasz harmadik harmada
| Hazai \ Vendég1    | BAL | CLI | COL | CRU | DUN | GLA | GLT | INS | LIN | LIS | NEW | POR |
| Ballymena United   |     | 2–1 |     | 2–0 |     | 1–0 |     |     |     |     | 0–0 | 0–1 |
| Cliftonville       |     |     | 0–1 |     |     |     | 1–2 | 3–0 | 1–1 | 1–0 |     |     |
| Coleraine FC       | 3–1 |     |     |     |     |     | 4–3 | 1–1 | 1–3 | 1–3 |     |     |
| Crusaders          |     | 1–2 | 2–5 |     |     | 3–0 |     |     |     |     | 4–1 | 3–2 |
| Dungannon Swifts   | 2–1 | 0–2 | 1–1 | 1–1 |     |     | 2–0 |     |     |     |     | 4–4 |
| Glenavon           |     | 0–2 | 2–1 |     | 1–3 |     | 1–3 |     |     |     | 1–0 | 0–1 |
| Glentoran          | 3–0 |     |     | 0–0 |     |     |     | 2–1 | 2–2 | 2–0 |     |     |
| Institute          | 2–2 |     |     | 1–3 | 2–0 | 1–2 |     |     | 0–3 | 2–3 |     |     |
| Linfield           | 1–0 |     |     | 2–0 | 4–1 | 1–2 |     |     |     |     | 5–0 | 5–0 |
| Lisburn Distillery | 2–2 |     |     | 2–2 | 2–5 | 0–0 |     |     | 0–5 |     | 3–0 |     |
| Newry City         |     | 1–1 | 0–0 |     | 4–0 |     | 0–3 | 0–0 |     |     |     | 1–5 |
| Portadown FC       |     | 2–0 | 3–1 |     |     |     | 2–1 | 3–1 |     | 1–3 |     |     |

Forrás: ifapremiership.com (angolul) 
1A hazai csapatok a bal oldali oszlopban szerepelnek.
Színek: Zöld = hazai győzelem; Sárga = döntetlen; Piros = vendéggyőzelem.
 

### Rájátszás
| Hazai \ Vendég1  | CLI | CRU | DUN | GLT | LIN | POR |
| Cliftonville     |     | 1–0 | 4–1 |     |     | 2–1 |
| Crusaders        |     |     | 2–3 | 2–1 | 0–0 |     |
| Dungannon Swifts |     |     |     |     | 0–1 |     |
| Glentoran        | 0–3 |     | 1–0 |     |     | 2–0 |
| Linfield         | 1–0 |     |     | 3–1 |     |     |
| Portadown FC     |     | 2–2 | 1–2 |     | 1–0 |     |

| Hazai \ Vendég1    | BAL | COL | GLA | INS | LIS | NEW |
| Ballymena United   |     | 2–4 |     | 3–0 | 1–2 |     |
| Coleraine FC       |     |     | 1–0 |     |     | 2–3 |
| Glenavon           | 1–1 |     |     | 1–2 | 1–3 |     |
| Institute          |     | 1–1 |     |     |     | 1–1 |
| Lisburn Distillery |     | 1–1 |     | 2–1 |     |     |
| Newry City         | 1–0 |     | 3–2 |     | 2–2 |     |

## A góllövőlista élmezőnye
Forrás: IFA Premiership (angolul).
| Gól | Játékos         | Csapat             |
| --- | --------------- | ------------------ |
| 30  | Rory Patterson  | Coleraine          |
| 17  | Darren Boyce    | Coleraine          |
| 17  | George McMullan | Cliftonville       |
| 16  | Liam Boyce      | Cliftonville       |
| 14  | Kevin Braniff   | Portadown FC       |
| 14  | Richard Lecky   | Portadown FC       |
| 14  | David Rainey    | Crusaders          |
| 14  | Glenn Ferguson  | Lisburn Distillery |
| 13  | Timmy Adamson   | Dungannon Swifts   |
| 12  | Gary McCutcheon | Portadown FC       |

## Osztályozó
Az eredeti szabályzathoz képest a 2009–10-es élvonalbeli osztályozó rendszerét részben módosítani kellett, mivel a másodosztályú csapatok közül csak az ezüstérmes Donegal Celtic kapott első osztályú licencet. A bajnokság 11. helyén a Lisburn Distillery csapata végzett, mely így osztályozó nélkül tartotta meg, a 12. helyezett Institute pedig az automatikus kiesés helyett osztályozón védhette meg élvonalbeli tagságát.
| 2010. május 11. 19.45 |

| Donegal Celtic | 0–0         | Institute |
| -------------- | ----------- | --------- |
|                | Jegyzőkönyv |           |

| Donegal Celtic Park, Belfast |

| 2010. május 14. 19.45 |

| Institute | 0–1   | Donegal Celtic |
| --------- | ----- | -------------- |
|           | (0–0) | McAlorum 85'   |

| YMCA Grounds, Drumahoe |

A Donegal Celtic 1–0-s összesítéssel az élvonalba jutott, míg az Institute búcsúzott onnan.

## Külső hivatkozások
- Az IFA Premiership hivatalos oldala (angolul)